# Atanasio Bello Montero
Atanasio Bello Montero (* 1800 in Caracas; † 1876 ebenda) war ein venezolanischer Geiger, Dirigent, Operndirektor und Komponist.

## Leben
Bello Montero war ein Schüler von Juan Manuel Olivares. Er nahm als Soldat an den venezolanischen Unabhängigkeitskriegen. Um 1821 gründete er mit José María Izaza die Capilla de la Fraternidad, später La Compañía, die bei kirchlichen Festen auftrat und auch weltliche Musik aufführte. Er gründete mit Luis Jumel 1821 eine Musikakademie in Caracas.
1831 gründeten Izaza und Bello mit Unterstützung von José Antonio Páez die Sociedad Filarmónica, die großen Einfluss auf das Musikleben in Caracas hatte. Hier wurden erstmals die Ouvertüren Rossinis und 1836 dessen Opern La gazza ladra und Il barbiere di Siviglia aufgeführt. Im Jahr 1834 wurde er Leiter einer von der Sociedad Económica de los Amigos del País gegründeten Musikschule. Als Direktor einer Opernkompagnie reiste Bello 1847 nach Bogotá. Dort leitete er u. a. die Erstaufführungen der Opern Il barbiere di Siviglia, Lucia di Lammermoor, Le calife de Bagdad und L’italiana in Algeri.
Als die Diputación Provincial de Caracas 1849 die Academia de Bellas Artes gründete, wurde Bello als Direktor von deren Musikschule eingesetzt. Trotz seiner bedeutenden Beiträge zum venezolanischen Musikleben starb der im Alter erblindete Bello in großer Armut.

## Kompositionen
- Pange lingua (1825)
- Lamentación a María Santísima de los Dolores (1826)
- Vigilia y misa de difuntos (1842)
- Canción para festejar la memoria de Bolívar, der Sociedad Boliviana gewidmet (1843)
- 9 de febrero de 1843, historische Ouvertüre für großes Orchester (1843)
- Canción para el 5 de julio de 1845 (1845)
- Stabat Mater (1849)
- mehrere Streichquartette